# HC Lev Prag
Der HC Lev Prag (tschechisch HC Lev Praha) war ein 2010 als HC Lev Hradec Králové gegründeter Eishockeyklub, der kurz nach seiner Gründung in die slowakische Stadt Poprad übersiedelte. Zur Saison 2011/12 nahm der Klub den Spielbetrieb in der Kontinentalen Hockey-Liga auf. Im Frühjahr 2012 wurde der Klub von Poprad in die tschechische Hauptstadt Prag übersiedelt. In der Saison 2013/14 gewann der Verein in der KHL die Vizemeisterschaft. Anschließend musste sich der Verein jedoch wegen finanzieller Probleme aus der Liga zurückziehen. Die Heimspiele des Klubs wurden in der Tipsport Arena ausgetragen.

## Geschichte

### Anfänge in Poprad (2010–2012)
Nachdem Verhandlungen über den Beitritt in die Kontinentale Hockey-Liga zwischen dem tschechischen Eishockeyverband und dem HC Lev Hradec Králové  gescheitert waren, entschied sich das Management des Vereins, das Team nach Poprad, Slowakei, umzusiedeln, wo es ab der Saison 2010/11 unter dem Namen HC Lev Poprad an der KHL teilnehmen sollte. Das Team wurde für seine Premieren-Spielzeit in die Bobrow Division eingeteilt.
Am 28. Juli gab die KHL bekannt, dass der HC Lev aufgrund fehlender Genehmigungen durch den slowakischen Eishockeyverband SZLH nicht für den Spielbetrieb der Saison 2010/11 zugelassen würde. Im Mai 2011 wurde der Club in die KHL aufgenommen und nahm zur Saison 2011/12 den Spielbetrieb auf.

### Umsiedlung nach Prag und Vizemeisterschaft (2012–2014)
Im Frühjahr 2012 wurde der Klub von Poprad in die tschechische Hauptstadt Prag übersiedelt, nachdem ein Abkommen über Ausbildungsentschädigungen mit den tschechischen Eishockeyclubs unterzeichnet worden war. Neue Spielstätte war die Tipsport Arena, die sich der HC Lev mit dem  HC Sparta Prag teilte. Als neues Trainerduo wurden Josef Jandač und Jiří Kalous verpflichtet.

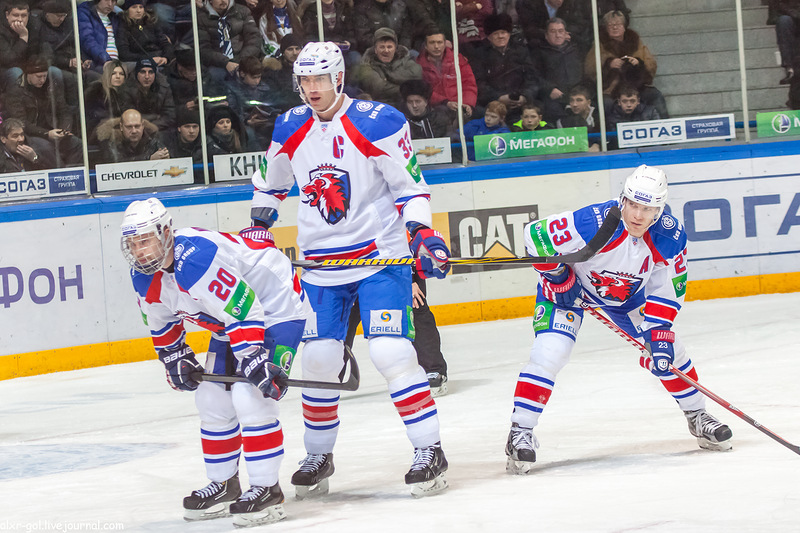
Spieler des HC Lev (2012)

Am 6. September 2012 erfolgte das Bully zum ersten KHL-Spiel von Lev Prag. Dabei wurde in der Prager Tipsport Arena Dinamo Riga mit 2:1 besiegt. Das erste KHL-Tor des HC Lev Prag erzielte der Slowake Ľuboš Bartečko. Am 9. Oktober 2012 stellte der HC Lev Prag einen neuen KHL-Zuschauerrekord auf, als die Mannschaft in der O₂ Arena vor 16.317 Zuschauern dem OHK Dynamo durch ein Tor von Alexander Owetschkin mit 0:1 unterlag. Ursprünglich plante Lev alle Spiele in der O₂ Arena zu absolvieren, jedoch scheiterten Verhandlungen mit dem Arena-Management. Schließlich einigte man sich auf vier Termine für die Premierenspielzeit des HC Lev.

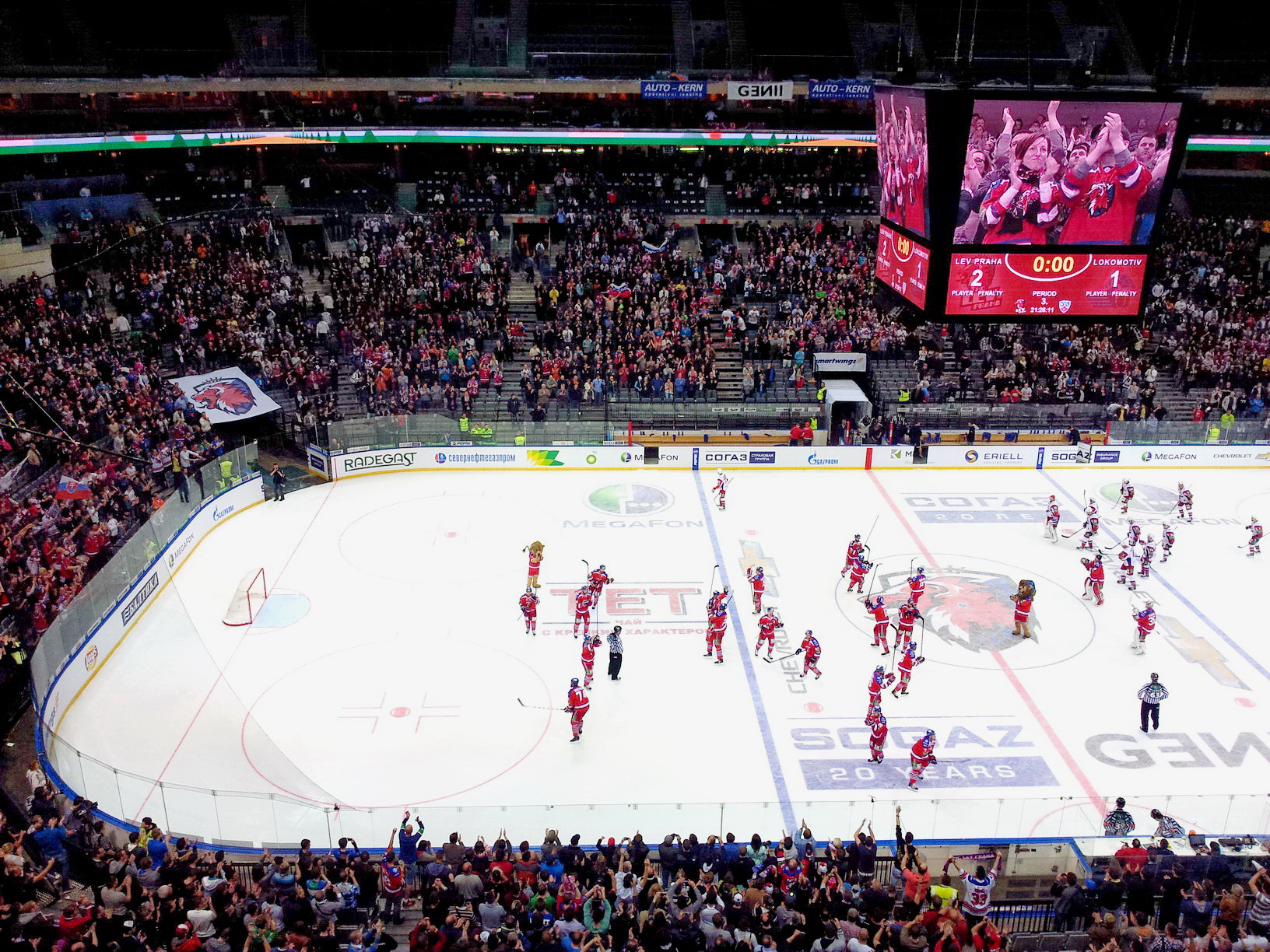
Spielszene aus der KHL-Partie HC Lev Prag vs. Lokomotive Jaroslawl

Nach einer Niederlagenserie im Oktober 2012 wurde Josef Jandač entlassen und Jiří Kalous übernahm vorübergehend das Traineramt. Zwei Wochen später tauschte Jandač die Position mit Václav Sýkora, der bis dahin den HC Sparta trainiert hatte und nun neuer Cheftrainer des HC Lev wurde. Letztlich wurde die Saison als Siebter der West-Konferenz abgeschlossen. Allerdings scheiterte der HC Lev direkt in der ersten Playoff-Runde an HK ZSKA Moskau. In der folgenden Saison 2013/14 konnte der HC Lev als erster nicht-russischer KHL-Verein das Finale um den Gagarin-Pokal erreichen. In der langen Finalserie konnte sich erst im siebten Spiel der HK Metallurg Magnitogorsk durchsetzen.

### Rückzug vom Spielbetrieb
Nach der erfolgreichen Saison 2013/14 hatten die beiden Haupteigner des Teams, die tschechische ČKD Group und das russisch-schweizerische Unternehmen A-Energy, erhebliche Probleme, das Budget für die Folgesaison abzusichern. Dies lag vor allem an einer strategischen Neuausrichtung des Energiekonzerns Gazprom, der mit beiden Eignern kooperierte, und an der Beendigung der Ausschreibung für den Ausbau des tschechischen Kernkraftwerks in Temelín, für das sich das tschechisch-russische Konsortium MRI beworben hatte. Am 1. Juli 2014 gab der Klub die Beendigung des Spielbetriebs und die Auflösung des Unternehmens bekannt. Zu diesem Zeitpunkt hatte der Klub noch 13 Spieler unter Vertrag.